# 대발견
《대발견》(大発見 다이핫켄[*], Discovery)는 2011년 6월 29일에 발매된 도쿄지헨의 5번째 정규 음반이다.

## 개요
2010년 2월에 발매된 《스포츠》로부터 약 1년 4개월 만에 발매되는 정규 음반이다. 첫회생산분만 대발견 슬리브 케이스 사양이다.
수록곡의 제목은 부제를 제외하고 모두 전각 7글자이만, 한자나 히라가나 등 문자의 배열은 제각각이다. 이제까지 지켜온 곡의 배치가 대칭되는 법칙은 깨지지 않았다.

## 싱글
5월에 발매된 선행 싱글 〈하늘이 울고 있다/여자라면 누구라도〉에서는 2곡 모두 수록되었으며, 2010년 7월에 디지털 싱글로만 발매한 〈어서오세요 천국으로〉, 〈도파민트! BPM103〉가 각각 앨범 버전으로 수록됐다. 〈어서오세요 천국으로〉의 오리지널 버전은 보너스 트랙으로 마지막에 수록됐다.

## 수록곡
전체 작사: 시이나 링고 (〈해저에 둥지를 튼 남자〉는 우키구모가 작사)
| #             | 제목                                               | 작곡                         | 재생 시간 |
| ------------- | -------------------------------------------------- | ---------------------------- | --------- |
| 1.            | 〈어서오세요 천국으로 For The Disc〉               | 시이나 링고                  | 3:01      |
| 2.            | 〈절대치 대 상대치〉                               | 이자와 이치요, 시이나 링고   | 3:01      |
| 3.            | 〈새로운 문명의 개화〉                             | 이자와 이치요, 시이나 링고   | 4:31      |
| 4.            | 〈전기가 들어오지 않는 도시〉                      | 이자와 이치요                | 4:17      |
| 5.            | 〈해저에 둥지를 튼 남자〉                          | 우키구모                     | 4:09      |
| 6.            | 〈금지된 장난〉                                    | 이자와 이치요, 시이나 링고   | 4:00      |
| 7.            | 〈도파민트! BPM103〉                               | 이자와 이치요                | 2:44      |
| 8.            | 〈무시무시한 어른들〉                              | 가메다 세이지, 시이나 링고   | 4:39      |
| 9.            | 〈21세기 우주의 아이〉                             | 가메다 세이지, 이자와 이치요 | 3:22      |
| 10.           | 〈한때는 남자와 여자〉                             | 우키구모                     | 3:31      |
| 11.           | 〈하늘이 울고 있다〉                               | 가메다 세이지                | 3:59      |
| 12.           | 〈바람과 함께 가라〉                               | 이자와 이치요                | 2:36      |
| 13.           | 〈여자라면 누구라도〉                              | 시이나 링고                  | 3:53      |
| 14.           | 〈어서오세요 천국으로 For The Tube〉 (보너스 트랙) | 시이나 링고                  | 3:01      |
| 총 재생 시간: | 총 재생 시간:                                      | 총 재생 시간:                | 50:44     |

## 차트 순위
| 차트                           | 최고 순위 | 판매량  |
| ------------------------------ | --------- | ------- |
| 오리콘 주간 음반               | 1         | 82,396  |
| 오리콘 연간 음반 (2011년)      | 48        | 133,240 |
| 빌보드 재팬 연간 음반 (2011년) | 42        |         |